# Lesjöfors
Lesjöfors is een plaats in de gemeente Filipstad in het landschap Värmland en de provincie Värmlands län in Zweden. De plaats heeft 1117 inwoners (2005) en een oppervlakte van 246 hectare. Het gebied rondom Lesjöfors ligt aan de rand van het mijnbouw en metaalindustrie gebied Bergslagen.
Net ten zuidwesten van het dorp ligt Slalombacken Lesjöfors. Deze skipiste heeft een valhoogte van 70 meter en is de thuisplaats van slalomclub Lesjöfors. Wanneer er genoeg sneeuw ligt is de piste geopend voor clubleden en recreanten.
In 2003 was Lesjöfors het decor voor het Internationaal Jongerencongres.
In Zweden staat Lesjöfors bekend als hoofdleverancier van het Zweedse nationale bandyteam.

## Verkeer en vervoer
Bij de plaats loopt de Riksväg 26.